# Бабушкін Борис Майович
Бори́с Ма́йович Ба́бушкін (нар. 12 травня 1954, Севастополь) — український російськомовний поет; член Національної спілки письменників України з 2003 року.

## Життєпис
Народився 12 травня 1954 року в місті Севастополі (нині Автономна Республіка Крим, Україна). 1981 року закінчив Сімферопольський державний університет.
Працював вчителем російської мови і літератури. Редактор молодіжного літературно-художнього альманаху «Зеленая лампа».

## Творчість
Автор поетичних книжок «Деревья в августе» (1995), «Прежде первого снега» (1998), «Вербное воскресенье» (2001), «Версты полосаты» (2004; усі — Севастополь).